# Sant Pèire (Torí)
Sant Pèire (italià San Pietro Val Lemina, piemontès San Pé) és un municipi italià, situat a la ciutat metropolitana de Torí, a la regió del Piemont. L'any 2007 tenia 1.480 habitants. Està situat al Pinerolese, una de les Valls Occitanes. Limita amb els municipis de Pinascha, Pineròl, las Pòrtas i lhi Vialar.

## Administració
| Període | Identitat   | Partit        |
| ------- | ----------- | ------------- |
| 2004-   | Nino Berger | Llista cívica |